# Foresta

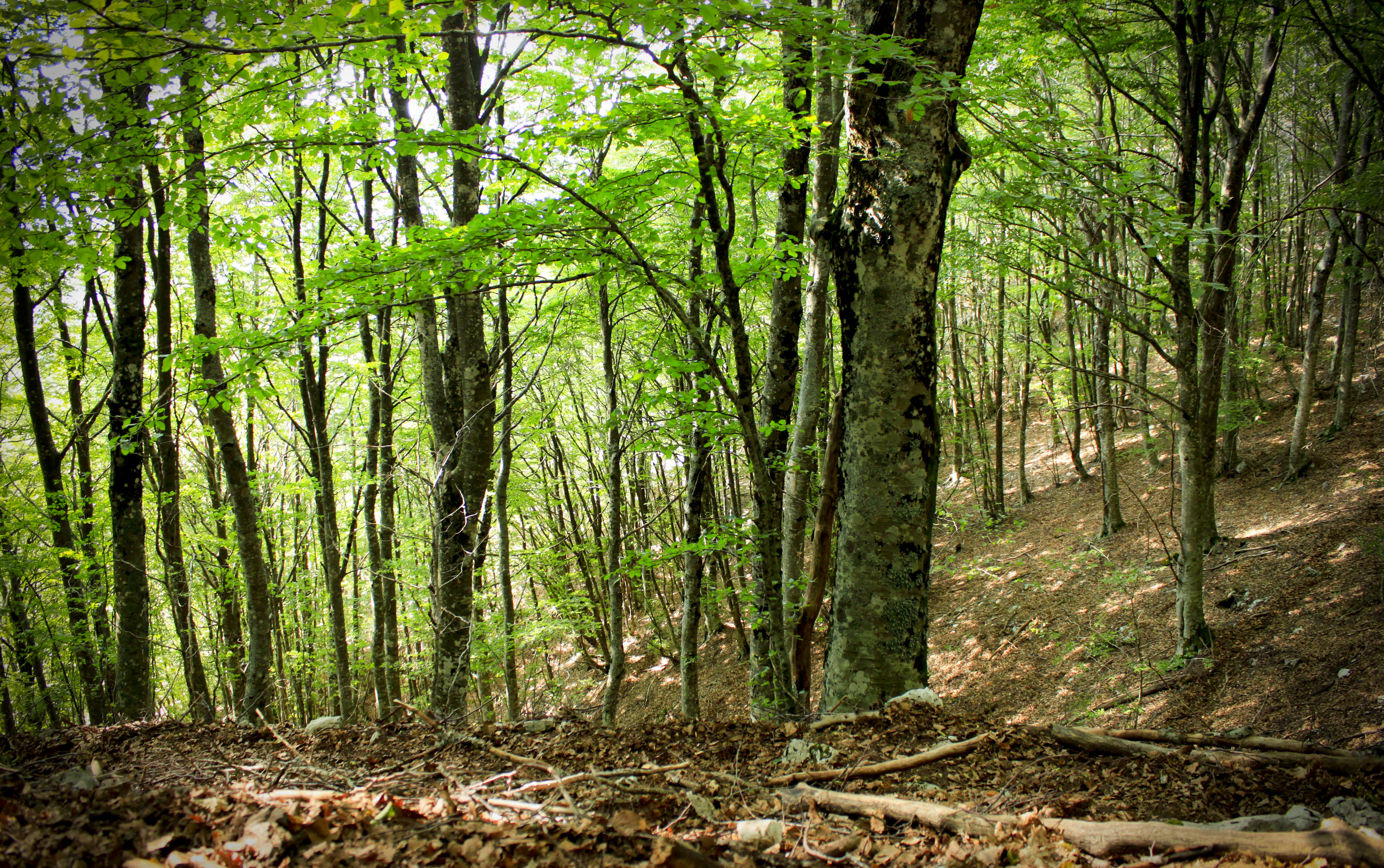
Foresta (faggeta)

La foresta è una vasta area di superficie terrestre non antropizzata e dominata dalla vegetazione naturale. È costituita soprattutto da alberi ad alto fusto che crescono e si diffondono spontaneamente. Quando la foresta ha estensione limitata ed è soggetta a selvicoltura, si parla di bosco.
Secondo la FAO, con il termine foresta si identifica un'area maggiore di 0,5 ettari caratterizzata da alberi più alti di 5 m e una copertura arborea superiore al 10%. Seguendo questa definizione, nel 2020 le foreste coprivano una superficie di 4.06 miliardi di ettari (30,8% della superficie terrestre globale).
Più della metà delle foreste si trovano in cinque Paesi (Russia, Brasile, Canada, Stati Uniti d'America e Cina). La maggior parte delle foreste (45%) si trovano nella fascia tropicale, seguite dalla fascia boreale (27%), temperata (16%) e subtropicale (11%).

## Etimologia
La parola foresta viene dal latino [silvam] forestis (attestato nel 576; da foris "fuori"), "[bosco] di fuori", passato poi alla declinazione in -a. Il termine è modellato su agrestis e campestris per indicare le piante al di fuori del recinto. Dal secolo VIII il tipo foresta si diffonde in Italia e in Francia, dove indicava la tenuta del re, e da qui passa al tedesco Forst e allo spagnolo e portoghese floresta (la l è dovuta al probabile incrocio con flora).

## Tipi
La foresta vegetale si forma nelle aree in cui il suolo e – soprattutto – il clima consentono agli alberi di coprire con continuità il terreno. Il clima non deve essere troppo freddo, ma nemmeno troppo arido. All'interno di queste condizioni climi e latitudini diversi danno origine a diverse foreste (foreste temperate, foreste tropicali da cui distingue quella equatoriale e monsonica, foresta mediterranea e infine foresta boreale). La copertura vegetale prende la forma di foresta quando i fattori climatici, il suolo e l'azione dell'uomo creano delle condizioni tali per cui le specie vegetali dominanti sono gli alberi.

### Suddivisione botanica
Alle variazioni dell'optimum climatico corrispondono foreste dominate da specie particolarmente adatte alle specifiche condizioni ambientali: igrofile (clima umido: foreste tropicali umide, foreste ripariali o planiziali temperate), mesofile (con condizioni di temperatura/umidità intermedie: foreste submediterranee e temperate) e xerofile (clima tendenzialmente asciutto: foresta mediterranea, foreste africane a palme ed acacia).
L'optimum climatico, la geografia e gli altri fattori ambientali determinano le specie arboree dominanti della foresta. Conifere (abeti e pini) nelle zone fredde, latifoglie decidue (faggi, querce, aceri) in quelle temperate, latifoglie sempreverdi (mangrovie, ceiba, mogano) in quelle tropicali.
La varietà delle specie viventi rende comunque sommaria questa suddivisione: basti pensare alle foreste di conifere tipiche dei climi caldi come le pinete mediterranee.

### Suddivisione geografica
Geograficamente, rispetto alla latitudine, si distinguono:
- foresta equatoriale o pluviale o vergine
  -  foresta a galleria o fluviale
  -  foresta inondata
  -  foresta torbiera
- foresta tropicale o a parco
  -  foresta monsonica
- foresta mediterranea decidua e foresta mediterranea sempreverde.
- foresta boreale
  -  foresta temperata a latifoglie decidue
  -  foresta temperata mista
  -  foresta temperata a conifere
  -  foresta pluviale temperata
- foresta australe
  -  foreste di conifere temperate[senza fonte]

### Stato di conservazione
Per foresta primaria si intende una foresta intatta, le cui funzioni vitali e il cui ecosistema sussiste allo stato originario. Questa foresta non è mai stata toccata da attività umane a carattere industriale né dalla conversione agricola. La foresta primaria è una foresta matura e solitamente ospita il massimo grado di biodiversità.
La foresta secondaria è una foresta fortemente disturbata, per cause naturali e non. Può trattarsi di una foresta che ha subito diverse ondate di taglio selettivo, o più frequentemente una giovane foresta ricresciuta dopo operazioni di taglio a raso, o dopo un ciclo di agricoltura basata sul "taglia e brucia" (slash and burn). La foresta secondaria è solitamente caratterizzata da una copertura meno sviluppata, alberi più giovani e da minore diversità, con una maggiore presenza di specie pioniere. Spesso, a causa della minore copertura, il sottobosco di una foresta secondaria, soprattutto ai tropici, assume il carattere di giungla, essendo più denso.
Le aree forestali intatte si estendono ancora su 13 milioni di chilometri quadrati, l'8% della superficie emersa: metà delle foreste originarie che ricoprivano il pianeta alla fine dell'era glaciale è perduta per sempre, e la maggior parte delle residue foreste è frammentata in aree ridotte.
Per "frontier forests" o paesaggi forestali intatti si intendono ecosistemi a base forestale che coprano un'area che superi i 500 chilometri quadrati e le cui funzionalità naturali non siano intaccate dall'intervento umano.

## Aree coperte
In Europa, la massima concentrazione di foreste si trova in Fennoscandia, dove la foresta copre il 65% del territorio, seguita dalla Russia europea e dalla Siberia con il 43%.
La concentrazione si mantiene molto alta anche nei paesi a clima tropicale e monsonico: Giappone (52%), Indonesia e Birmania (55%), Repubblica Democratica del Congo e Camerun (44%).
Le regioni italiane più ricche di foreste in percentuale sul territorio sono il Trentino-Alto Adige, la Liguria e la Calabria, mentre quella con la maggior superficie in termini assoluti è il Piemonte.

## Ecosistema
La foresta è parte integrante e fondamentale dell'ecosistema, fornisce ossigeno per la sopravvivenza degli esseri aerobi, cibo per gli erbivori, nonché rifugio per una buona parte del mondo animale selvatico.

## Interesse economico
La foresta è un'importante fonte economica per via del legname e dei suoi derivati, aventi numerose applicazioni industriali. Tra i maggiori produttori di legname vi sono la Russia (25% del totale mondiale) e gli USA (20%).

## La foresta nelle religioni e nella simbologia
La foresta può essere interpretata sia come luogo sacro sia come immagine simbolica delle paure dell'inconscio. Questa valenza sacrale dipende dal fatto di essere costituita da migliaia di alberi, simbolo della linfa vitale dell'universo e della capacità rigenerativa della natura. A causa dell'intrico della vegetazione e dell'oscurità che la pervade, la foresta è stata però spesso considerata dimora di creature ibride o mostruose (fate, folletti, elfi, gnomi, draghi, giganti, streghe, ninfe, satiri, centauri, orchi, troll) e identificata con l'ignoto, con la natura selvaggia e caotica. La luce che nelle favole filtra attraverso i rami degli alberi, indica la speranza di un luogo finalmente sicuro. Nella letteratura cortese e nei poemi cavallereschi l'attraversamento di una selva oscura rappresenta una prova di iniziazione. Il bosco sacro è presente nelle religioni di molte antiche civiltà: Germani; Celti; Romani (in latino era detto lucus, per esempio quello del Re di Nemi); Greci (ad esempio quello abitato dalle Muse sul Parnaso oppure la foresta di Dodona in Epiro).
Nella Divina Commedia troviamo nell'Inferno - Canto primo (vv. 1 e ss.) la "selva oscura" allegoria del peccato, la selva dei suicidi nell'Inferno - Canto tredicesimo nonché la "divina foresta spessa e viva" del Paradiso terrestre (Purgatorio - Canto ventottesimo vv. 2-21).

## Foreste famose
- Foresta Nera
- Foresta Rossa
- Foresta di Sherwood
- Foresta di Arenberg
- Foresta delle Ardenne
- Foresta del Teso
- Foresta Umbra
- Foresta dei cedri di Dio
- Foresta Amazzonica
- Foresta del Congo